# Guake
Guake — це випадаючий термінал для віконного середовища GNOME. Як і аналоги, він викликається однією клавішею (наприклад, F12), і нею ж ховається.
Ідея програми взята від консолей комп’ютерних ігор, таких як Quake. Guake продовжує лінійку таких програм як Yakuake та Tilda, але є спробою об’єднати найкраще з них в єдиний застосунок на основі GTK. Guake був написаний з нуля.
Використовувати Guake швидше ніж запускати новий термінал комбінацією клавіш тому що програма постійно завантажена в пам’ять.